# Lourdios-Ichère
Lourdios-Ichère – miejscowość i gmina we Francji, w regionie Nowa Akwitania, w departamencie Pireneje Atlantyckie.
Według danych na rok 1990 gminę zamieszkiwało 175 osób, a gęstość zaludnienia wynosiła 11 osób/km² (wśród 2290 gmin Akwitanii Lourdios-Ichère plasuje się na 1002. miejscu pod względem liczby ludności, natomiast pod względem powierzchni na miejscu 708.).